# César Strawberry
César Montaña Lehmann, de nombre artístico César Strawberry, es un escritor, compositor y cantante español, popular por ser miembro y portavoz del grupo Def Con Dos. También es vocalista en el grupo Strawberry Hardcore. Como escritor tiene publicadas tres novelas, un libro de relatos compartido y tres libros biográficos del grupo Def Con Dos.

## Biografía
César Montaña Lehmann, nacido en Madrid el 2 de marzo de 1964, e hijo del reconocido escultor César Montaña, es licenciado en Bellas Artes por la Universidad Complutense de Madrid (1989). En su vida artística y profesional, donde utiliza el nombre de César Strawberry, es cantante, compositor y escritor. También ha colaborado en medios de comunicación, como columnista o tertuliano, además ha trabajado como actor, guionista, director y productor cinematográfico.
Goza de popularidad por ser MC y portavoz del grupo de música hip hop y rap metal Def Con Dos. Con esta banda ha publicado diez discos en estudio, además de diversos recopilatorios, directos, una maqueta y varios maxis y sencillos, siendo el compositor de la mayor parte de sus letras.
También es cantante y compositor de las letras del grupo de música Strawberry Hardcore, que practica precisamente ese estilo musical, en su vertiente melódica, y con el que ha publicado dos álbumes.
Además está desarrollando una carrera como escritor, con tres novelas publicadas, la primera parte de una biografía sobre el grupo Def Con Dos y un libro de relatos compartido.
También ha trabajado como guionista de cine, actor y productor, habiendo dirigido el cortometraje “Unas pellas”.

### Operación Araña
El 19 de mayo de 2015, César Strawberry fue detenido por la Guardia Civil dentro de la operación Araña III y fue denunciado por enaltecimiento del terrorismo, debido a unos mensajes en Twitter de año y medio antes en los que ironizaba sobre Carrero Blanco, Ortega Lara, Eduardo Madina, Esperanza Aguirre, Franco, Serrano Suñer, Arias Navarro, Manuel Fraga y Blas Piñar. Ese mismo día fue puesto en libertad y difundió un comunicado en el que lamentaba que esos mensajes pudieran haber ofendido a algunas personas, defendía el derecho a la crítica sociopolítica y explicaba “en todo momento he considerado que esta actividad se encontraba amparada por la libertad de expresión”. La fiscalía le acusó de enaltecimiento del terrorismo, vejación a las víctimas del terrorismo e injurias a la corona en unos tuits. El juez de la Audiencia Nacional José de la Mata archivó la causa, el fiscal recurrió y, el 12 de diciembre de 2015, la Sala de lo Penal –formada por Ángela Murillo, Teresa Palacios y Juan Francisco Martel–ordenó efectuar un juicio que tuvo lugar en 18 de julio de 2016, en el que fue absuelto de los delitos de enaltecimiento del terrorismo y humillación a las víctimas por la Audiencia Nacional.
La fiscalía recurrió y fue condenado el 19 de enero de 2017 por el Tribunal Supremo a un año de cárcel y 6 años de inhabilitación por los magistrados Manuel Marchena (ponente de la sentencia), Miguel Colmenero Menéndez de Luarca, Juan Ramón Berdugo Gómez de la Torre, Pablo Llarena Conde y con el voto particular de Perfecto Andrés Ibáñez, abogando por la absolución.
En otoño de 2018 el Tribunal Constitucional admitió a trámite su recurso de amparo, y el 28 de febrero de 2020 el cantante quedó definitivamente absuelto, por mayoría de once magistrados contra uno. En manifestaciones públicas posteriores, el artista defendió esa absolución definitiva como una restitución de su derecho a la libertad de expresión, la libertad creativa, la ironía y el sarcasmo político. También que confirmaba lo injusto de su detención y lo innecesario del proceso judicial.
Durante su proceso judicial, César Strawberry recibió numerosas muestras de solidaridad de figuras relevantes del panorama cultural español y contó con el apoyo de sus seguidores, incluyendo una exitosa campaña de micromecenazgo para financiar los gastos legales de su defensa, en el que se logró el objetivo de 10.000 euros en diez días (del 4 al 14 de enero de 2016).
El proceso judicial fue la principal fuente de inspiración para el álbum de Def Con Dos "#trending_distopic" (2017, Rock Estatal Records), un alegato en favor de la libertad de expresión, en el que la banda presentó una formación renovada y fue el inicio de una nueva etapa de actuaciones en directo.

## Música

### Cantante y compositor
- Ver artículo sobre Def Con Dos
- Ver artículo sobre Strawberry Hardcore

## Cine

### Director
- Unas pellas (2001) (cortometraje)
- No soy perfecto

### Actor
- Gente pez (2001)
- La matanza caníbal de los garrulos lisérgicos (1993)

## Productor
- Sin problemas (2001) (cortometraje)